# Oberea lepesmiana
Oberea lepesmiana là một loài bọ cánh cứng trong họ Cerambycidae.